# Manfred Mota
Manfred Mota è un personaggio dei fumetti DC Comics, supercriminale avversario di Flash.

## Biografia del personaggio
Manfred Mota è un ingegnere nucleare, e padre di Valerie Perez. Fu introdotto in Flash 50th Anniversary Special in quanto si scontrò con tutte le incarnazioni d Flash, ogni volta utilizzando sempre gli stessi poteri.
Nella sua prima comparsa come Atom Smasher, utilizzò la sua conoscenza dell'ingegneria nucleare, per creare un costume che gli permettesse di dare un pugno dal potere atomico. Mota fu però sconfitto da Jay Garrick. In prigione, Mota pianificò la vendetta e quando comparve un nuovo Flash, Barry Allen, Mota pensò che fosse Jay. Rilasciato dalla prigione, Mota tenne in ostaggio Central City come Professor Fallout, nascondendo in segreto una bomba ai neutroni in una scultura rappresentante un atomo. Fu subito sconfitto da Barry e rispedito in carcere.
Durante il secondo periodo in prigione, Mota era ossessionato dalla vendetta, da Flash e dal salvare l'energia nucleare. Creandosi l'identità di Fusionn, Mota rubò l'equipaggiamento di un impianto nucleare e si confezionò una tuta che gli permetteva di lanciare colpi d'energia. Mota volle quindi smascherare il terzo Flash, Wally West, durante un combattimento, solo per capire che non stava combattendo contro Jay, e che la sua identità era già pubblica. Arrabbiato, Mota tentò di fondere l'intera città, ma Wally gli lanciò contro un pezzo di ferro - immondizia per il costume a reazione di fusione nucleare di Mota - attraverso uno dei canali di raffreddamento della tuta, fondendola in una roccia radioattiva. Un Anno Dopo la Crisi Infinita, La figlia di Mota, Valerie, ebbe una relazione romantica con il quarto Flash, Bart Allen. In qualche modo, Mota si trasformò in un essere di pura energia, e entrò nel corpo di sua figlia. La rapì grazie al clone di Bart, Inertia. Mota voleva utilizzare il DNA di sua figlia per ricostruire il proprio corpo, ma fu ingannato dal suo partner. Manfred ricomparve a Valerie una seconda volta, affermando di amarla ancora, ma fu catturato da Bart.
Il Flash del futuro, John Fox, affrontò Mota quando questi ritornò come un mostro fatto interamente di Plutonio nel 2645. Fox riuscì ad inviare Mota nel futuro dove decadde nel piombo.